# 第56回グラミー賞
第56回グラミー賞は、ナショナル・アカデミー・オブ・レコーディング・アーツ・アンド・サイエンス（NARAS）が主催する賞であり、2013年の音楽を対象とし、2014年1月26日にカリフォルニア州ロサンゼルス市のステイプルズ・センターで授賞式が行われた。司会はLL・クール・J。2012年の第54回授賞式以降3年連続の司会となる。
ノミネートの発表は2013年12月6日にノキア・シアターL.A.ライブで発表された。授賞式は例年2月第2日曜日に行われるが、この年はソチオリンピック中継（NBC）に配慮して4年ぶりに1月開催となった。

## 受賞・候補作
受賞は各部門最上段に太字のもの

### 総合（主要部門）
最優秀レコード
- "ゲット・ラッキー（Get Lucky）" - ダフト・パンク featuring ファレル・ウィリアムス
- "Radioactive" – イマジン・ドラゴンズ
- "ロイヤルズ（Royals）" – ロード
- "Locked Out of Heaven" – ブルーノ・マーズ
- "ブラード・ラインズ～今夜はヘイ・ヘイ・ヘイ♪（Blurred Lines）" – ロビン・シック featuring  T.I.＆ファレル・ウィリアムス

最優秀アルバム
- 『ランダム・アクセス・メモリーズ（Random Access Memories）』 - ダフト・パンク
- 『The Blessed Unrest』- サラ・バレリス
- 『グッド・キッド、マッド・シティー（Good Kid, M.A.A.D City）』- ケンドリック・ラマー
- 『レッド（Red）』- テイラー・スウィフト
- 『ザ・ハイスト（The Heist）』- マックルモアー＆ライアン・ルイス

最優秀楽曲
- "ロイヤルズ（Royals）" - ロード（『ピュア・ヒロイン』所収）
- "Just Give Me a Reason" - P!NK（『トゥルース・アバウト・ラヴ（The Truth About Love）』所収）
- "Locked Out of Heaven" - ブルーノ・マーズ（『アンオーソドックス・ジュークボックス（Unorthodox Jukebox）』所収）
- "ロアー ～最強ガール宣言！（Roar）" - ケイティ・ペリー
- "Same Love" - マックルモア＆ライアン・ルイス featuring マリー・ランバート

最優秀新人
- マックルモアー＆ライアン・ルイス
- ジェイムス・ブレイク
- ケンドリック・ラマー
- ケイシー・マスグレイヴス
- エド・シーラン

### ポップ
最優秀ポップ・ソロ・パフォーマンス
- "Royals" – ロード（『ピュア・ヒロイン（Pure Heroine）』所収）

最優秀ポップ・デュオ/グループ・パフォーマンス
- "Get Lucky" – ダフト・パンク、ファレル・ウィリアムス、ナイル・ロジャース（ダフト・パンク『ランダム・アクセス・メモリーズ（Random Access Memories）』所収）

最優秀ポップ・ボーカル・アルバム
- 『アンオーソドックス・ジュークボックス（Unorthodox Jukebox）』- ブルーノ・マーズ
- 『Paradise』 – ラナ・デル・レイ
- 『ピュア・ヒロイン（Pure Heroine）』 – ロード
- 『ブラード・ラインズ（Blurred Lines）』 – ロビン・シック
- 『20/20 エクスペリエンス：コンプリート・エクスペリエンス （The 20/20 Experience – The Complete Experience）』 – ジャスティン・ティンバーレイク

### ダンス／エレクトロニカ
最優秀ダンス録音
- ゼッド＆Foxes "Clarity" – アントン・ザスラフスキー（プロデューサー兼ミキサー）（『クラリティ（Clarity）』所収）

最優秀ダンス／エレクトロニカ・アルバム
- 『ランダム・アクセス・メモリーズ（Random Access Memories）』 – ダフト・パンク
- 『セトル（Settle）』 – ディスクロージャー
- 『エイティーン・マンス（18 Months）』 – カルヴィン・ハリス
- 『アトモスフィア（Atmosphere）』 – カスケイド
- 『A Color Map of the Sun』 – Pretty Lights

### トラディショナル・ポップ
最優秀トラディショナル・ポップ・ボーカル・アルバム
- 『Steppin' Out』- ハーブ・アルパート

### ロック
最優秀ロック・パフォーマンス
- "レディオアクティブ（Radioactive）" - イマジン・ドラゴンズ（『ナイト・ヴィジョンズ（Night Visions）』所収）

最優秀メタル・パフォーマンス
- "God Is Dead?" - ブラック・サバス（『13』所収）

最優秀ロック・ソング
- "カット・ミー・サム・スラック（Cut Me Some Slack）" - デイヴ・グロール、ポール・マッカートニー、クリス・ノヴォセリック、パット・スミア（英語版）（『サウンド・シティ - リアル・トゥ・リール（Sound City: Real to Reel）』所収）

最優秀ロック・アルバム
- 『祭典の日（奇跡のライヴ）（Celebration Day）』- レッド・ツェッペリン
- 『13』 – ブラック・サバス
- 『ザ・ネクスト・デイ（The Next Day）』 – デビッド・ボウイ
- 『メカニカル・ブル（Mechanical Bull）』 – キングス・オブ・レオン
- 『ライク・クロックワーク（...Like Clockwork）』 – クイーンズ・オブ・ザ・ストーン・エイジ
- 『サイケデリック・ピル（Psychedelic Pill）』 – ニール・ヤング＆クレイジー・ホース（英語版）

### オルタナティヴ
最優秀オルタナティヴ・ミュージック・アルバム
- 『モダン・ヴァンパイアズ・オブ・ザ・シティ（Modern Vampires of the City）』 – ヴァンパイア・ウィークエンド
- 『The Worse Things Get, The Harder I Fight, The Harder I Fight, The More I Love You』 – ニーコ・ケース
- 『トラブル・ウィル・ファインド・ミー（Trouble Will Find Me）』 – ザ・ナショナル
- 『ヘジテイション・マークス（Hesitation Marks）』 – ナイン・インチ・ネイルズ
- 『ローナイズム（Lonerism）』 – テーム・インパラ

### R&B
最優秀R&Bパフォーマンス
- "Something" - スナーキー・パピー＆レイラ・ハサウェイ（『ファミリー・ディナー Volume 1（Family Dinner – Volume 1）』所収）

最優秀トラディショナルR&Bパフォーマンス
- "Please Come Home" - ゲイリー・クラーク・ジュニア（『Blak and Blu』所収）

最優秀R&Bソング
- "Pusher Love Girl" - ジェイムス・フォントルロイ（英語版）、ジェローム・ハーモン（英語版）、ティンバランド、ジャスティン・ティンバーレイク（『20/20エクスペリエンス』所収）

最優秀アーバン・コンテンポラリー・アルバム
- 『アンアポロジェティック（Unapologetic）』- リアーナ
- 『Love and War』 – テイマー・ブラクストン（英語版）
- 『Side Effects of You』 –  Fantasia
- 『ONE：イン・ザ・チェンバー（One: In the Chamber）』 – サラーム・レミ
- 『New York: A Love Story』 – Mack Wilds

最優秀R&Bアルバム
- 『ガール・オン・ファイア（Girl on Fire）』-  アリシア・キーズ
- 『R&B Divas』 – フェイス・エヴァンス
- 『ラブ・イン・ザ・フューチャー（Love in the Future）』 – ジョン・レジェンド
- 『Better』 – クリセット・ミッシェル（英語版）
- 『Three Kings』 – TGT

### ラップ
最優秀ラップ・パフォーマンス
- "Thrift Shop" - マックルモアー＆ライアン・ルイス featuring Wanz（『ザ・ハイスト（The Heist）』所収）
- "Swimming Pools (Drank)" – ケンドリック・ラマー
- "Berzerk" – エミネム
- "Started from the Bottom" – ドレイク
- "Tom Ford" – ジェイ・Z

最優秀ラップ・サング・コラボレーション
- "Holy Grail" - ジェイ・Z＆ジャスティン・ティンバーレイク（ジェイ・Z『マグナ・カルタ...ホーリー・グレイル（Magna Carta Holy Grail）』所収）
- "Now or Never" – ケンドリック・ラマー & メアリー・J. ブライジ
- "Power Trip" – J・コール & ミゲル
- "Remember You" – ウィズ・カリファ & ザ・ウィークエンド
- "Part II (On the Run)" – ジェイ・Z & ビヨンセ

最優秀ラップ・ソング
- マックルモアー＆ライアン・ルイス featuring Wanz "Thrift Shop" - マックルモアー、ライアン・ルイス（ソングライター）（『ザ・ハイスト（The Heist）』所収）
- "F***in' Problems"
  - Tauheed Epps, Aubrey Graham, Kendrick Lamar, Rakim Mayers & Noah Shebib, songwriters (エイサップ・ロッキー featuring ドレイク, 2チェインズ & ケンドリック・ラマー)
- "Holy Grail" 
  - Shawn Carter , Terius Nash, J. Harmon, Timothy Mosley, Justin Timberlake & Ernest Wilson, songwriters (Kurt Cobain, Dave Grohl & Krist Novoselic, songwriters) (ジェイ・Z & ジャスティン・ティンバーレイク)
- "New Slaves"
  - Christopher Breaux , Ben Bronfman, Mike Dean, Louis Johnson, Malik Jones, Elon Rutberg, Sakiya Sandifer, Che Smith, Kanye West & Cydell Young, songwriters (Anna Adamis & Gabor Presser, songwriters) (カニエ・ウェスト)
- "Started from the Bottom"
  - W. Coleman, Aubrey Graham & Noah Shebib, songwriters (Bruno Sanfilippo, songwriter) (ドレイク)

最優秀ラップ・アルバム
- 『ザ・ハイスト（The Heist）』- マックルモアー＆ライアン・ルイス
- 『Nothing Was the Same』 – ドレイク
- 『good kid, m.A.A.d city』 – ケンドリック・ラマー
- 『Magna Carta... Holy Grail』 – ジェイ・Z
- 『Yeezus』 – カニエ・ウェスト

### カントリー
最優秀カントリー・ソロ・パフォーマンス
- "Wagon Wheel" – ダリアス・ラッカー（英語版）（『True Believers』所収）

最優秀カントリー・デュオ／グループ・パフォーマンス
- "From This Valley" – ザ・シビル・ウォーズ（『The Civil Wars』所収）

最優秀カントリー・ソング
- ケイシー・マスグレイヴス "Merry Go 'Round" - シェーン・マクアナリー（英語版）、ケイシー・マスグレイヴス、Josh Osborne（ソングライター）

最優秀カントリー・アルバム
- 『Same Trailer Different Park』 – ケイシー・マスグレイヴス

### ニューエイジ
最優秀ニューエイジ・アルバム
- 『Love's River』 - ローラ・サリヴァン（英語版）
- 『Lux』 – ブライアン・イーノ
- 『Illumination』 – ピーター・ケーター（英語版）
- 『ファイナル・コール（Final Call）』 – 喜多郎
- 『Awakening The Fire』 – R.カルロス・ナカイ（英語版）＆ Will Clipman

### ジャズ
最優秀インプロヴァイズド・ジャズ・ソロ
- "オービッツ（Orbits）" - ウェイン・ショーター（『ウィズアウト・ア・ネット（Without a Net）』所収）
- "Don't Run" - テレンス・ブランチャード（『マグネティック（Magnetic）』所収）
- "Song For Maura" - パキート・デ・リベラ（英語版）（『Song for Maura』所収）
- "Song Without Words #4: Duet" - フレッド・ハーシュ（英語版）（『Free Flying』所収）
- "Stadium Jazz" - ダニー・マッキャスリン（英語版）（『Casting for Gravity』所収）

最優秀ジャズ・ボーカル・アルバム
- 『リキッド・スピリット（Liquid Spirit）』- グレゴリー・ポーター

最優秀ジャズ・インストゥルメンタル・アルバム
- 『マネー・ジャングル2013（Money Jungle: Provocative in Blue）』- テリ・リン・キャリントン
- 『ガイデッド・ツアー（Guided Tour）』 – ザ・ニュー・ゲイリー・バートン・カルテット
- 『ライフ・フォーラム（Life Forum）』 – ジェラルド・クレイトン（英語版）
- 『プッシング・ザ・ワールド・アウェイ（Pushing the World Away）』 – ケニー・ギャレット
- 『アウト・ヒア（Out Here）』 – クリスチャン・マクブライド・トリオ

最優秀ラージ・ジャズ・アンサンブル・アルバム
- 『Plays Wlodek Pawlik's Night In Calisia』- ランディ・ブレッカー、ヴウォデク・パウリク・トリオ、Kalisz Philharmonic

最優秀ラテン・ジャズ・アルバム
- 『ソング・フォー・マウラ（Song for Maura）』 - パキート・デ・リベラ＆トリオ・コヘンチ

### ゴスペル／コンテンポラリー・クリスチャン
最優秀ゴスペル／コンテンポラリー・クリスチャン・ミュージック・パフォーマンス
- "Break Every Chain" (Live) – ターシャ・コブス（英語版）

最優秀ゴスペル・ソング
- Tye Tribbett "If He Did It Before... Same God" (Live) - Tye Tribbett（ソングライター）

最優秀コンテンポラリー・クリスチャン・ミュージック・ソング
- マンディーサ "Overcomer" - David Garcia、Ben Glover、Christopher Stevens（ソングライター）（『Overcomer』所収）

最優秀ゴスペル・アルバム
- 『Greater Than (Live)』 – Tye Tribbett

最優秀コンテンポラリー・クリスチャン・ミュージック・アルバム
- 『Overcomer』 – マンディーサ

### ラテン
最優秀ラテン・ポップ・アルバム
- 『Vida』 – ドラコ・ロサ

最優秀ラテン・ロック、アーバンもしくはオルタナティヴ・アルバム
- 『Treinta Días』 – La Santa Cecilia

最優秀リージョナル・メキシカン・ミュージック・アルバム（テハーノを含む）
- 『A Mi Manera』 – Mariachi Divas de Cindy Shea

最優秀トロピカル・ラテン・アルバム
- 『Pacific Mambo Orchestra』 – Pacific Mambo Orchestra

### アメリカーナ・ミュージック
最優秀アメリカン・ルーツ・ソング（新設）
- エディ・ブリケル＆スティーヴ・マーティン "Love Has Come For You" - スティーヴ・マーティン、 エディ・ブリケル（ソングライター）（『Love Has Come For You』所収）

最優秀アメリカーナ・アルバム
- 『Old Yellow Moon』 — エミルー・ハリス＆ロドニー・クロウェル

最優秀ブルーグラス・アルバム
- 『The Streets of Baltimore』 — デル・マクーリー・バンド

最優秀ブルース・アルバム
- 『ゲット・アップ！（Get Up!）』 —  ベン・ハーパー with チャーリー・マッスルホワイト

最優秀フォーク・アルバム
- 『My Favorite Picture of You』 — ガイ・クラーク

最優秀リージョナル・ルーツ・ミュージック・アルバム
- 『Dockside Sessions』 — ターランス・シミアン（英語版）＆ The Zydeco Experience

### レゲエ
最優秀レゲエ・アルバム
- 『Ziggy Marley In Concert』 – ジギー・マーリー（英語版）

### ワールドミュージック
最優秀ワールドミュージック・アルバム（2者同時）
- 『Savor Flamenco』 - ジプシー・キングス
- 『Live: Singing for Peace Around the World』 - レディスミス・ブラック・マンバーゾ
- 『ノー・プレイス・フォー・マイ・ドリーム（No Place for My Dream）』 – フェミ・クティ
- 『The Living Room Sessions Part 2』 – ラヴィ・シャンカル

### チルドレンズ
最優秀チルドレンズ・アルバム
- 『Throw a Penny in the Wishing Well』 – Jennifer Gasoi

### スポークン・ワード
最優秀スポークン・ワード・アルバム
- 『America Again: Re-becoming The Greatness We Never Weren't』 - スティーヴン・コルベア

### コメディ
最優秀コメディ・アルバム
- 『Calm Down Gurrl』 - キャシー・グリフィン

### ミュージカル・ショー
最優秀ミュージカル劇場アルバム
- 『キンキーブーツ（Kinky Boots）』 - ビリー・ポーター、スターク・サンズ（プリンシパル・ソロイスト）。Sammy James, Jr.、シンディ・ローパー、Stephen Oremus、William Wittman（プロデューサー）。シンディ・ローパー（作曲者、作詞者）。

### ビジュアルメディア向け
最優秀コンピレーション・サウンドトラック（ビジュアルメディア向け）
- 『サウンド・シティ： リアル・トゥ・リール（Sound City: Real to Reel）』 – デイヴ・グロール ＆ Various Artists

最優秀スコア・サウンドトラック（ビジュアルメディア向け）
- 『007 スカイフォール：オリジナル・サウンドトラック（Skyfall: Original Motion Picture Soundtrack）』 - トーマス・ニューマン（作曲者）

最優秀ソング（ビジュアルメディア向け）
- アデル "Skyfall"（『007 スカイフォール』より） - Adele Adkins、Paul Epworth（ソングライター）

### 作曲・編曲
最優秀インストゥ ルメンタル作曲
- "Pensamientos For Solo Alto Saxophone And Chamber Orchestra" - クレア・フィッシャー（英語版）（作曲者）（クレア・フィッシャー・オーケストラ『Music for Strings, Percussion and the Rest』所収）

最優秀インストゥルメンタル編曲
- "On Green Dolphin Street" - ゴードン・グッドウィン（英語版）（編曲者）（ゴードン・グッドウィンズ・ビッグ・ファット・バンド『Life in the Bubble』所収）

最優秀インストゥルメンタル編曲（ボーカリストあり）
- "Swing Low" - ギル・ゴールドスタイン（編曲者）（ボビー・マクファーリン『スピリチュオール（Spirityouall）』所収）

### クラフト
最優秀録音パッケージ
- レックレス・ケリー（英語版）『Long Night Moon』 - Sarah Dodds、Shauna Dodds（アート・ディレクター）

最優秀ボックスドもしくは特別限定版パッケージ
- ポール・マッカートニー＆ウィングス『ウイングス・オーヴァー・アメリカ（スーパー・デラックス・エディション）（Wings Over America (Deluxe Edition)）』 - Simon Earith、James Musgrave（アート・ディレクター）

最優秀アルバム・ノーツ
- ジョン・コルトレーン『マイ・フェイヴァリット・シングス～ライヴ・イン・ヨーロッパ 1963（Afro Blue Impressions (Remastered & Expanded)）』（再発版） - Neil Tesser（アルバム・ノーツ・ライター）

### ヒストリカル
最優秀ヒストリカル・アルバム
- ザ・ローリング・ストーンズ『チャーリー・イズ・マイ・ダーリン～スーパー・デラックス・エディション（Charlie Is My Darling - Ireland 1965）』 - Teri Landi、アンドリュー・ルーグ・オールダム、Steve Rosenthal（コンピレーション・プロデューサー）。ボブ・ラドウィック（マスタリング・エンジニア）。
- ビル・ウィザース『The Complete Sussex And Columbia Albums』 - Leo Sacks（コンピレーション・プロデューサー）。Joseph M. Palmaccio、Tom Ruff、Mark Wilder（マスタリング・エンジニア）。

### 制作（非クラシカル）
最優秀エンジニアド・アルバム（非クラシカル）
- ダフト・パンク『ランダム・アクセス・メモリーズ（Random Access Memories）』 - Peter Franco、ミック・グゾウスキー、Florian Lagatta、Daniel Lerner（エンジニア）。Bob Ludwig（マスタリング・エンジニア）。

プロデューサー・オブ・ザ・イヤー（非クラシカル）
- ファレル・ウィリアムス

最優秀リミックスド録音（非クラシカル）
- ラナ・デル・レイ "Summertime Sadness" (Cedric Gervais Remix) - Cedric Gervais（リミキサー）（『Born to Die』所収）

### 制作（サラウンド・サウンド）
最優秀サラウンド・サウンド・アルバム
- ポール・マッカートニー『ライヴ・キス2012（Live Kisses）』 - アル・シュミット（英語版）（サラウンド・ミックス・エンジニア）。トミー・リピューマ（サラウンド・プロデューサー）。

### ミュージック・ビデオ／フィルム
最優秀ミュージック・ビデオ（改名）
- ジャスティン・ティンバーレイク＆ジェイZ "Suit & Tie" - デヴィッド・フィンチャー（ビデオ・ディレクター）。Timory King（ビデオ・プロデューサー）。

最優秀ミュージック・フィルム（改名）
- ポール・マッカートニー『ライヴ・キス2012（Live Kisses）』 - ジョナス・アカーランド（ビデオ・ディレクター）。Violaine Etienne、Aron Levine、Scott Rodger（ビデオ・プロデューサー）。

### 特別賞
ミュージケアーズ・パーソン・オブ・ザ・イヤー
- キャロル・キング

生涯業績賞
- ザ・ビートルズ
- クリフトン・シェニエ
- アイズレー・ブラザーズ
- クラフトワーク
- クリス・クリストファーソン
- アルマンド・マンサネーロ
- モード・パウエル（英語版）